# La Redorte
La Redorte é uma comuna francesa na região administrativa de Occitânia, no departamento de Aude. Estende-se por uma área de 13,49 km². Em 2010 a comuna tinha 1 214 habitantes (densidade: 90 hab./km²).